# Noseconossemo
Noseconossemo è il nono lavoro per Herman Medrano, il secondo con i Groovy Monkeys. L'album vanta la partecipazione di numerosi ospiti come Caparezza, Piotta, Roy Paci, Sir Oliver Skardy, Natalino Balasso, Manu Phl, Dellino Farmer e El Giovanelo.

## Tracce
1. Noseconossemo
2. Osa
3. Superebete (con Caparezza)
4. El peo (con El Giovanelo)
5. Ciche
6. Ombre (con Roy Paci)
7. Naltra venessia (con Sir Oliver Skardy)
8. Oooh (con Manu Phl)
9. Sito fora (con Natalino Balasso)
10. Su e man (con Dellino Farmer)
11. Extra Extra
12. Mi no so (con Piotta)
13. Ogni finto
14. Fantasmi